# Alexander I van Gulik
Alexander I van Gulik (ook: Alexander I van Luik) (?-Luik, 6 juli 1135) was van 1128 tot aan zijn dood de 30e bisschop van Luik .

## Levensloop

### Tot 1128
Alexander was de zoon van Gerard III, graaf van Gulik.
Hij werd in 1101 proost van het Sint-Bartholomeuskapittel te Luik en hij was daarna nog proost van het Sint-Martinus- en Sint-Pauluskapittel in dezelfde stad. In 1111 werd Alexander schatbewaarder en aartsdiaken van de Sint-Lambertuskathedraal.
Na de dood van bisschop Otbertus in 1119 werd Alexander door het volk verkozen om hem op te volgen en na betaling van 7000 pond benoemde keizer Hendrik V hem als rijksbisschop. De Keulse aartsbisschop Frederik I van Schwarzenberg weigerde echter om Alexander te wijden en in zijn plaats werd Frederik van Namen gewijd.
Alexander werd naar Hoei gezonden en nam daar de functie van aartsdiaken op. Toen in 1121 bisschop Frederik door vergiftiging stierf, werden de aanhangers van Alexander hiervan beschuldigd. Er brak een investituurstrijd los en het was pas bij het Concordaat van Worms in 1122 dat keizer Hendrik V en paus Calixtus II hierover een overeenkomst sloten. Nadat de bisschopzetel gedurende twee jaar vacant was geweest werd Alberon I van Leuven benoemd tot rijksbisschop.

### Na 1128
Na de dood van Alberon werd Alexander in 1128 unaniem verkozen tot bisschop. Op 18 maart 1128 ontving hij zijn bisschopswijding. Alexander was een medestander van koning Lotharius III.
Samen met Walram II van Limburg nam Alexander in 1129 deel aan de oorlog om Neder-Lotharingen tegen Godfried I van Leuven. Alexander kreeg hierbij de steun van een leger, bestaande uit inwoners van Hoei, onder leiding van Arnold II van Loon. Op 7 augustus 1129 vond er een veldslag plaats te Wilderen in het graafschap Duras waarbij de troepen van Alexander als winnaar uit de strijd kwamen en waarbij de troepen van het hertogdom Brabant moesten vluchten. Aan beide zijden waren vele doden gevallen.
Op 22 maart 1131 vond er een ontmoeting plaats in de Sint-Lambertuskathedraal tussen paus Innocentius II, die Alexander wilde eren vanwege zijn overwinning op Godfried I van Leuven, koning Lotharius III, Bernard van Clairvaux en 32 bisschoppen.
In 1135 werd Alexander beschuldigd van simonie en werd hij driemaal tot de orde geroepen. Alexander ging hier niet op in en werd op het Concilie van Pisa in 1135 verdedigd door Wibald, abt van Stavelot. Het Concilie zette Alexander af als bisschop van Luik. Alexander trok zich terug in het Luikse Sint-Gillisklooster waar hij een maand later stierf.
- Gemeinsame Normdatei: 13580275X
- Virtual International Authority File: 80259163